# Банска Щявница (окръг)
Окръг Банска Щявница (на словашки: okres Banská Štiavnica) е административна единица в Банскобистришкия край на Словакия. Център на окръга и негов най-голям град е едноименният Банска Щявница.

## Статистически данни
Национален състав:
- Словаци 95 %
- Цигани 1,8 %
- Чехи 0,5 %

Конфесионален състав:
- Католици 69,2 %
- Лютерани 9 %
- Гръко-католици 0,9 %